# Обелиск Константина
Составной обелиск (греч. Анемодулин, то есть «раб ветра») — изначально 32-метровый (ныне 21-метровый) византийский обелиск, который стоял на константинопольском ипподроме (ныне — площадь Ахмедие) уже в X веке. 
Обстоятельства установки Составного обелиска неизвестны. Распространена точка зрения, что его воздвиг Константин Великий в качестве временной замены стоявшего здесь до этого цельного обелиска, который был вывезен им из Древнего Египта. 
В середине X века обелиск реставрировал император Константин Багрянородный. В то время он был обшит позолоченными бронзовыми плитами с изображениями военных побед Василия Македонянина и увенчан то ли шаром, то ли женской статуей. Надпись на цоколе гласила:
Это четырёхугольное чудо света, разрушенное временем, теперь заново создал Константин (чей сын — Роман, слава царства) и сделал так, что он выглядит лучше, чем раньше. Ведь раньше чудом света был колосс на Родосе, а теперь — медный, что стоит здесь.
Андроник I Комнин незадолго до своего свержения планировал водрузить на вершину собственную статую. При разграблении Константинополя крестоносцами (1204) убранство обелиска было утрачено (по-видимому, подверглось переплавке). 
Во времена султанов обелиск пришёл в плачевное состояние, ибо юные янычары взбирались на вершину сооружения для того, чтобы продемонстрировать свою ловкость и бесстрашие.
С 1953 по 1976 годы обелиск Константина изображался на обратной стороне турецких банкнот номиналом в 500 лир.